# S Tucanae
S Tucanae är en pulserande variabel av Mira Ceti-typ (M) i stjärnbilden Tukanen. 
Stjärnan varierar mellan visuell magnitud +8,1 och 15,0 med en period av 242,4 dygn.